# Funkstation am Herzogstand
Die Funkstation am Herzogstand war eine Funkanlage, die von 1920 bis 1946 am Herzogstand in der Nähe von Kochel am See in Bayern errichtet und betrieben wurde. Die Anlage wurde von der C. Lorenz AG als unabhängiges Betriebsmittel für den Funkverkehr auf Längstwellen zwischen Deutschland und dem fernen Osten konzipiert, da die bestehenden Groß-Funkstationen hauptsächlich dem Verkehr nach Westen dienten.
Ab 1930 wurde die Einrichtung als Forschungs- und Versuchsstation der Technischen Hochschule München zur Ionosphärenforschung genutzt.

## Der Bau der Bergantenne
Da die Kosten für die Masten einer Großstation für die Firma unerschwinglich waren, sollte die Antennenanlage in den Bergen aufgehängt werden. Der 1735 m hohe Herzogstand zwischen Kochelsee und Walchensee in den Bayerischen Alpen schien aus mehreren Gründen besonders geeignet: Der Gipfel ist ganzjährig zugänglich, am Stationsplatz war ausreichend Trinkwasser und Kühlwasser vorhanden und das nahe gelegene Walchenseekraftwerk versprach eine sichere, kostengünstige Energieversorgung.
Für die beabsichtigte Bauart der Antenne gab es keine Erfahrungen. Als freie Spannweite ergab sich eine Entfernung von über 2,5 km, bei einem Höhenunterschied von 800 m. Um eine ausreichende Höhe der Antenne über Grund zu erreichen, sollte das Seil am unteren Aufhängepunkt auf dem Höhenzug "Stein" waagrecht auflaufen, was eine enorme Spannung des Seiles erforderte. Aufgrund der zusätzlich zu erwartenden Belastung durch Wind, aber auch durch Schnee und Eis kam nur Stahldraht höchster Festigkeit in Frage.
Ein erstes dünnes Stahlseil wurde im Sommer 1920 gespannt. Abstrahlungsmessungen ergaben bei Wellenlängen von 12,6 km und 9,7 km im Vergleich zur Großfunkstelle Nauen die 1,3-fache Strahlung bzw. die 1,6-fache im Vergleich zum Überseesender Eilvese. Bis zum Frühsommer 1925 wurden drei Antennen fächerförmig zum Gipfelgrat des Herzogstandes gezogen. Um eine bessere Leitfähigkeit zu erreichen, wurde das Stahlseil mit einem Mantel aus Aluminium versehen. Die Seile wurden in einer eigens aufgebauten Seilereianlage im Gipfelbereich gefertigt. Im Bereich des Gipfels waren die Antennen an einbetonierten Stahlankern fixiert. Am unteren Abspannpunkt wurde eine bewegliche Aufhängung verwendet, um ein Nachgeben der Seile bei Belastung durch Schnee und Eis zu ermöglichen.

## Das Stationsgebäude

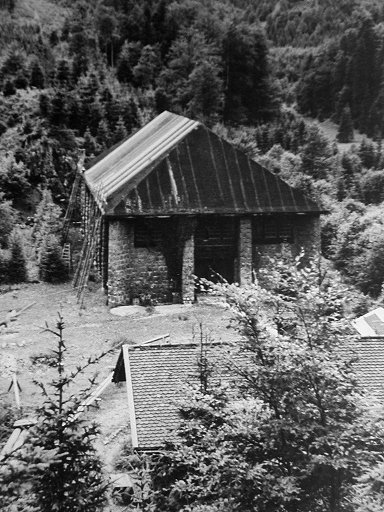
Stationsgebäude und Wohnhaus im Langental

Das Stationsgebäude für die Sendeanlagen, ein Gästehaus für Gäste der Oberpostdirektion sowie ein Wohnhaus für die Bediensteten wurden von der Oberpostdirektion München unter der Leitung von Robert Vorhoelzer und
Walther Schmidt im Jahr 1927 im Langental oberhalb des Kochelsees errichtet. Hier wurden auch umfangreiche Erdungsanlagen gebaut.
Nach der Fertigstellung erschien ein weiterer Ausbau und Betrieb der Station technisch und wirtschaftlich nicht sinnvoll, da mittlerweile weltweite Funkverbindungen auf Kurzwelle kostengünstiger mit wesentlich kleineren Antennen durchgeführt werden konnten.

## Ionosphärenforschung
Nachdem Funkamateure Mitte der 1920er Jahre nachgewiesen hatten, dass sich Kurzwellen viel besser für den weltweiten Funkverkehr eignen als die Längstwellen, wurden die Anlagen nicht mehr für den Funkverkehr benötigt. Sie wurden ab 1930 dem Physikalischen Institut der Technischen Hochschule München für Forschungsarbeiten zur Verfügung gestellt. Unter der Leitung von Jonathan Zenneck entstand hier die erste deutsche Ionosphärenforschungs-Station. Zennecks Assistent Georg Goubau nutzte außerhalb seiner Programmzeiten den Münchener Rundfunksender für die Sendung kurzer Zeichen (Impulse) auf Mittelwelle. Die Echosignale wurden zunächst in wenigen km Entfernung in Kochel, dann an der Station selbst registriert. Später wurden, insbesondere von Walter Dieminger Impuls-Sendungen mit eigenen Sendern durchgeführt, die auch in größeren Entfernungen empfangen wurden. Dafür wurden eigene Antennen errichtet; die Bergantenne wurde 1934 abgebaut. Kochel-Berlin war die erste Impuls-Fernverbindung, mit der Rudolf Eyfrig Aufschlüsse über die verschiedenen Ausbreitungswege der Kurzwellen zwischen Ionosphäre und Erde ermittelte. Eine Sende-Empfangs-Anlage mit variabler Frequenz wurde von Georg Goubau und Theo Netzer erstellt, ab 1937 in Betrieb genommen und bis 1946 durchlaufend betrieben. Die Ergebnisse vermittelten ein Bild der Dichte freier Elektronen in Abhängigkeit von der Höhe, das für die Vorhersage der Ausbreitungs-Bedingungen hilfreich wurde.

## Das Ende der Station
Nach Ende des Zweiten Weltkrieges wurde der Stationsbetrieb unter US-amerikanischer Aufsicht bis 1946 fortgesetzt, alle vorhandenen Registrierungen jedoch nach Amerika verbracht. Weil in der Besatzungs-Ära Ionosphärenforschung verboten war, wurde der Betrieb dann untersagt, alle Anlagen abgebaut und der Schuppen abgerissen. 
Zwischen 1946 und 1970 lebten nacheinander drei Familien im Wohnhaus der Anlage (1946–1950, 1950–1960 und 1960 – ca. 1970). Das Betriebsgebäude (Maschinenhalle), das Gästehaus der Oberpostdirektion und das Wohnhaus wurden schließlich 1972 abgerissen.
An der Stelle der ehem. Funkstation (47°37'43.3"N 11°19'21.0"E) findet sich heute nur noch der im Erdboden eingelassene ehem. Wasseranschluss des Wohnhauses unter einer umgedrehten verrosteten Duschwanne, welche früher im Wohnhaus eingebaut war, sowie einige Fundamentreste der Stationsgebäude auf einer Lichtung im Wald.
Heute findet man neben einem Gedenkstein in der Nähe des Walchenseekraftwerkes nur noch Reste der Verankerungen der Antennenseile. Die Reste der Antennenverankerungen wurden vom Bayerischen Landesamt für Denkmalpflege als Baudenkmal in die Bayerische Denkmalliste aufgenommen.

## Ähnliche Anlagen
Eine Langwellen-Funkstation Malabar mit einer Bergantenne wurde 1923 auf der Insel Java im heutigen Indonesien für den Funkverkehr mit den Niederlanden in Betrieb genommen.
Ähnliche Sendeantennen wurden nach dem Zweiten Weltkrieg für drei Sender des Omega-Navigationsverfahren (in Aldra, Hawaii und Trinidad), für den Längstwellensender JXN bei Gildeskål, für die Jim Creek Naval Radio Station und für den Längstwellensender ICV auf Tavolara errichtet.
Eine ähnliche Antenne existiert beim Sender Portofino.